# Elliotspecht
Der Elliotspecht (Dendropicos elliotii, Syn. Chloropicus elliotii; Mesopicus elliotii) ist eine Vogelart aus der Familie der Spechte (Picidae).
Sie kommt in Äquatorialguinea, Angola, der Demokratischen Republik Kongo, Gabun, Kamerun, Nigeria, der Republik Kongo, Ruanda, Uganda und der Zentralafrikanischen Republik vor.
Ihr Lebensraum umfasst dichten Primärwald sowie alten Sekundärwald und Galeriewald bis 2320 m Höhe.
Die Art ist ein Standvogel.
Das Artepitheton bezieht sich auf den US-amerikanischen Zoologen Daniel Giraud Elliot.

## Merkmale
Der Vogel ist etwa 18 bis 22 cm groß und wiegt 32 bis 40 g. Das Männchen ist schwarz an Stirn und Scheitel, hinten mit Rot bis auf den Nacken reichend. Der übrige Kopf ist hell graugrün. Kinn und Kehle sind weiß mit etwas oliv, die Oberseite ist schlicht grün mit braunem Einschlag, die braunen Flugfedern haben außen breite bronze-grüne und innen weiße Ränder. Die Schwanzoberseite ist schwärzlich mit grünen Federrändern. Die Unterseite ist blass grünlich-gelb, Brust und Flanken sind zart dunkel gestrichelt, Flügel- und Schwanzunterseite sind blass. Der mittelgroße Schnabel ist breit, grau bis schwarz, oft mit gelblicher Spitze, der Unterschnabel ist blasser. Die Iris ist rotbraun bis rot, die Beine grau bis grünlich mit etwas Olive oder Braun.
Beim Weibchen findet sich kein Rot am Kopf. Jungvögel sind matter gefärbt und deutlicher gestrichelt, die Augen sind braun.
Die Art ist der einzige Vertreter der Gattung mit einfarbig dunkel olivfarbenem Rücken.

## Geografische Variation
Es werden folgende Unterarten anerkannt:
- D. e. johnstoni (Shelley, 1887), – Ostnigeria, Südwestkamerun und Bioko
- D. e. ellioti (Cassin, 1863), Nominatform, Südkamerun und Gabun bis Uganda und Nordwestangola, schließt die Unterart (Ssp.) gabela mit ein[7]

Die Unterart kupeensis wird am ehesten als Hybrid der beiden genannten Unterarten angesehen.

## Stimme
Der Ruf wird als schrilles „bwe-bwe“, weicheres „kiwik-kiwik-kiwik“ sowie als scheppernd rasselndes an- und abschwellendes Schnarren beschrieben ähnlich dem des Graubrustspechtes (Dendropicos goertae). Die Art trommelt nicht sehr kräftig.

## Lebensweise
Die Nahrung besteht aus Insekten, die auf allen Waldebenen rasch umherstreifend und kraftvoll hackend gesucht wird. Der Vogel tritt einzeln oder paarweise in Erscheinung, auch in gemischten Jagdgemeinschaften.
Die Brutzeit liegt vermutlich zwischen Oktober und Dezember. Ein gefundenes Nest befand sich in 8 m Höhe in einem Baumstamm, die Eier sind weiß. Die Generationslänge beträgt 4,2 Jahre.

## Gefährdungssituation
Die Art gilt aufgrund des großen Verbreitungsgebiets und des als stabil eingeschätzten Populationstrends als nicht gefährdet (Least Concern).